# Periklymenos (Sohn des Neleus)
Periklymenos (altgriechisch Περικλύμενος Periklýmenos) ist in der griechischen Mythologie der älteste Sohn des Neleus – ein Sohn des Poseidon und König von Pylos – und der Chloris, Tochter des Amphion, des Königs von Orchomenos. Periklymenos ist ein Bruder des Nestor, des Chromios und der Pero. Er hatte als Sohn entweder den Penthilos oder den Erginos. Er ist nicht zu verwechseln mit dem gleichnamigen Periklymenos, einem Sohn des Poseidon und damit Halbbruder seines Vaters, der in der Schlacht der Sieben gegen Theben auf seiten der thebanischen Verteidiger kämpfte.
Periklymenos war ein für seine Tapferkeit berühmter Teilnehmer der Argonautenfahrt. Von seinem Großvater Poseidon hatte er die Fähigkeit erhalten, als Formwandler die Gestalt beliebiger Tiere und Bäume anzunehmen. Als Herakles gegen Pylos kämpft, nimmt Periklymenos die Gestalt einer Biene an, um Herakles anzugreifen, nachdem er sich zuvor schon in Löwen- und Schlangengestalt gezeigt hat. Auf Weisung Athenas wird er jedoch von Herakles getötet. Ovid lässt in den Metamorphosen seinen Bruder Nestor davon berichten, wie Periklymenos zuletzt die Gestalt eines Adlers annahm, das Wappentier des Zeus, der im Flug durch einen Pfeilschuss des Herakles am rechten Flügel verwundet wird und sich den Pfeil beim Absturz tödlich durch die linke Achsel stößt. Einer anderen Überlieferungstradition zufolge kann er in seiner Adlergestalt entkommen.